# خوروين
خوروين هي قرية في مقاطعة ساوجبلاغ، إيران. يقدر عدد سكانها بـ 940 نسمة بحسب إحصاء 2016.